# Daniel Alexius z Květné

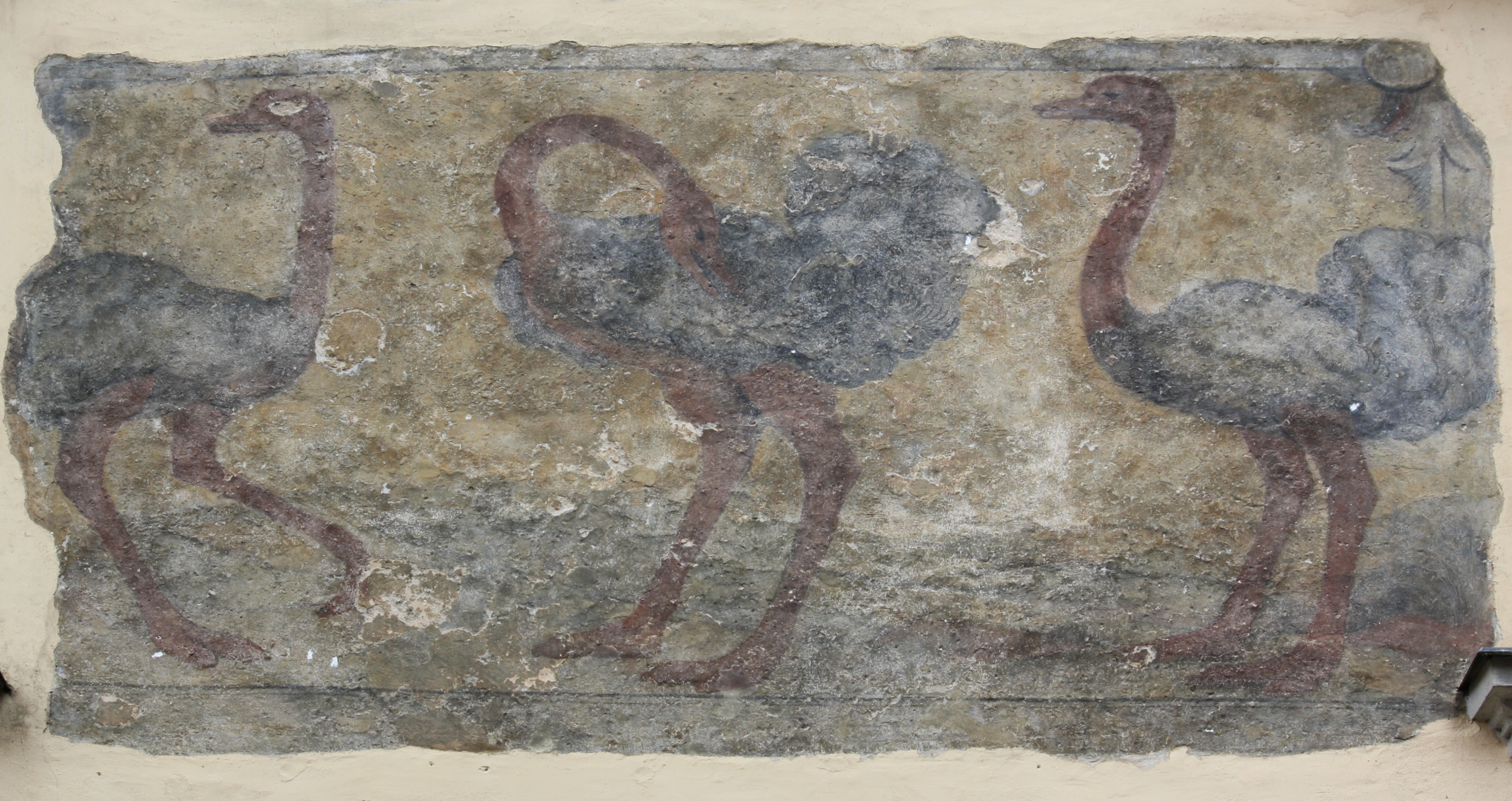
Domovní znamení U Tří pštrosů

Daniel Alexius z Květné (Plzeň před 1575–1636), také Daniel Aleš, Lexa nebo Alex von Kwietna byl pražský malíř období renesance a manýrismu. Domohl se svou prací členství v malířském cechu a v letech 1615-1617 byl také členem staroměstské městské rady.
Věnoval se malbě nástěnných maleb s duchovními i světskými náměty. Jeho dílo nedosahuje umělecké úrovně předních rudolfinských malířů.

## Dílo
- Arcibiskupský palác, kaple: Život sv. Jana Křtitele, ve scéně Kázání sv. Jana Křtitele je malířův autoportrét; heraldická výzdoba (1599)
- kostel P. Marie Na louži, zlacení mříže (1601)
- katedrála svatého Víta, Václava a Vojtěcha
  - kaple sv. Zikmunda (1600)[3]
  - kaple sv. Václava, úpravy a doplnění nástěnných maleb (1614)
- Dům U Tří pštrosů, Praha 1 - Malá Strana čp. 76/III, malba domovního znamení na fasádě